# Габи Агион
Габи Агион (фр. Gaby Aghion; Александрија, 3. март 1921 — Париз, 27. септембар 2014) била је француска модна дизајнерка, оснивач француске модне куће Клое.

## Биографија
Рођена је у Александрији у Египту. Била је кћер менаџера фабрике цигарета. Свога мужа, Ремона Агиона (1921—2009), упознала је још у основној школи кад су имали 7 година. Он је рођен у богатој породици извозника памука. Габи и Ремон су се, као Јевреји, венчали са 19 година. Након венчања су се преселили у Париз, 1945. године. Тамо су постали уметници и постали блиски многим писицма као што су Луј Арагон, Пол Елијар, и Тристан Цара. Покренула је модну кућу Клое, 1952. године. Отворила је уметничку галерију, 1956. године која је била специјализована за модерну уметност.
Према сајту модне куће Клое, Габи је почела да израђује одећу од фине тканине. Та одећа је била јединствена за своје време. Направила је радионицу изнад свога стана.